# Pure (Hayley Westenra)
Pure è il primo album discografico pubblicato in maniera internazionale della cantante neozelandese Hayley Westenra, uscito nel 2003.
Il disco è arrivato alla prima posizione in Nuova Zelanda, rimanendovi per 19 settimane, ed alla settima in Australia.

## Tracce
Tracklist internazionale
1. Pokarekare Ana
2. Never Say Goodbye
3. Who Painted the Moon Black
4. River of Dreams
5. Benedictus
6. Hine E Hine
7. Dark Waltz
8. Amazing Grace
9. My Heart & I
10. In Trutina
11. Beat of Your Heart
12. Across the Universe of Time
13. Heaven
14. Wuthering Heights